# Эллер, Олаф
Олаф Эллер (дат. Olaf Eller; 13 июня 1960, Рёдовре) — датский хоккеист и хоккейный тренер. В настоящее время является главным тренером молодёжной сборной Дании по хоккею с шайбой.

## Биография
Выступал на позиции крайнего нападающего. Почти всю свою спортивную карьеру провел в клубе «Рёдовре». Последние несколько лет Эллер играл в команде «Рунгстед». В ней он был играющим тренером. С 1977 по 1990 гг. нападающий неоднократно вызывался в сборную Дании. Олаф Эллер участвовал в 7 Чемпионатах мира в низших лигах.
Будучи тренером, он возглавлял ряд датских команд. В 1999 году привел «Рёдовре» к победе в чемпионате Дании. Эллер работал главным тренером юношеской и молодёжной сборной страны. В 2011 году был наставником сборной Исландии. В 2013 году повторно возглавил молодёжную сборную Дании. Через год он вывел её в ТОП-дивизион Молодёжного чемпионата мира. На чемпионате мира 2015 года молодёжная сборная Дании под руководством Олафа Эллера добилась самого большого успеха в своей истории, дойдя до четвертьфинала розыгрыша.
Некоторое время Олаф Эллер работал хоккейным телекомментатором на датском телевидении.

## Семья
Старший сын Ларс Эллер (р. 1989) выступает за клуб НХЛ «Вашингтон Кэпиталз». Младший сын Мадс Эллер (р. 1995) играет за молодёжную сборную Дании и клуб WHL «Эдмонтон Ойл Кингз».